# 기네스 세계 기록
《기네스 세계 기록》은 인간과 자연계의 세계 기록들을 기술한 참고서이다. 기네스 사가 해마다 출간하는 일종의 참고류 도서이다. 본래 휴 비버가 내놓은 제안에서 시작한 책으로, 1955년 8월 노리스 맥위터와 로스 맥위터가 런던 플리트 스트리트에 본사를 두고 공동창간했다. 1955년부터 2000년까지는 《더 기네스 북 오브 레코즈》라는 이름으로 출간되었다.
1955년 크리스마스에 발매된 창간호는 영국에서 최고 판매순위에 올랐다. 이듬해 1956년부터 전세계에 출판하기 시작했다. 2022년 기준으로 출판 67년째와 53,000개 이상의 세계 기록을 저장했으며, 전세계에 100개 국가, 23개 언어로 출판됐다.
《기네스북》은 전세계 가맹업으로 전환해 텔레비전 프로그램과 박물관같은 주제로 확장했다. 세계에서 가장 많이 팔리는 저작권 있는 연속 출간물이다.

## 유래
영국령 북아일랜드 아서 기네스(Arthur Guinness, 기네스 맥주 양조 회사의 설립자) 백작의 4대손인 휴 비버 경(Sir Hugh Beaver, 1890~1967)은 1951년 11월 10일 아일랜드 남동쪽 웩스포드(Wexford)에 위치한 슬레이니(Slaney) 강변에서 새 사냥을 즐기고 있었다. 그러나 골든 플로버라는 물새가 워낙 빨라 단 한 마리도 사냥하지 못하고 동행했던 친구들에게는 망신만 당하게 되었다. 그날 저녁 휴 비버 경은 골든 플로버가 유럽에서 가장 빠른 새인지 알아보기 위해 갖가지 참고 서적을 뒤적였으나 그 새에 대한 기록을 찾을 수가 없었다. 그는 기존의 참고 서적 중에서 골든 플로버의 자료를 찾는다는 것은 불가능하며 영국령 전역에서 이러한 논란이 계속되고 있음을 알았다. 사업가인 휴 비버 경은 문득 이렇게 특이한 기록을 모아 놓은 책은 훌륭한 사업이 될 수 있음을 깨달았다.
1954년 9월 12일 비버 경은 이미 기록광으로 널리 알려진 옥스퍼드 대학 출신의 맥워터(McWhirter) 쌍둥이 형제를 초대하여 특이한 기록들을 모은 책의 편집을 의뢰하였다. 물새가 만들어 준 인연으로 맥워터 형제는 영국 재계의 실력자 비버 경과 세계 최고 기록들을 모은 책을 만들기로 결심했다. 편집 및 제작은 맥워터 형제가 맡고 책이름은 기네스 양조 회사의 이름을 따서 《기네스 북 오브 월드 레코드》(The Guinness Book of Records)로 정했다. 책이름은 이러한 연유에서이다. 1년 동안의 기록 조사 과정을 거친 후 1955년 8월 27일 마침내 세계 최초의 기네스 북이 탄생했다. 198 페이지의 호화 양장본으로 영국 및 세계 최고 기록을 실었으며 사진과 그림이 곁들여졌다. 기네스 북 초판은 5만 부를 찍었으나, 한 달 만에 매진되었고 그해 베스트셀러 톱을 차지하였다. 최근까지도 영국 내 도서관에서 가장 잘 분실되는 책이 바로 기네스 북이라고 알려져 있다.
지금 현재 기네스 북 영문판은 70여 개국에 판매되고 있으며, 기타 22개국 언어로 번역되어 출판되고 있다. 세계적인 베스트셀러인 기네스 북은 1984년 5천만 부, 1994년 7천 5백만 부가 판매되었으며 발행 50주년이 되던 2004년에는 1억 부 판매를 돌파하였다.

## 발전
《기네스 세계 기록》은 광범위한 영역의 기록들이 등재될 수 있다. 최근의 《기네스 세계 기록》은 사람간의 경쟁으로 달성한 위업에 집중하고 있다. 역도 경기 기록(무거운 것 들기)과 같은 것에서부터 가장 멀리 계란 던지기, 10분 안에 가장 많이 핫 도그 먹기 등이 기록되어 있다. 단, 맥주 등 주류 마시기 분야 혹은 그 이외의 윤리적, 도덕적 문제가 있는 행위나 생명에 위협이 되는 기록들은 더 이상 세계 기록으로 받지 않는다.《기네스 세계 기록》은 이러한 경쟁 기록 외에도, 가장 무거운 종양, 가장 독성이 강한 식물, 가장 길이가 짧은 강(리버(Roe River), 미국에 있음, 길이 61m), 가장 인구밀도가 높은 도시(구룡성채, 과거에 홍콩에 있었으나 이제는 없음, 1km2 당 1,800,000명), 가장 오래 방송된 드라마(가이딩 라이트(Guiding Light)), 드라마 시리즈 하나에서 가장 오랫동안 역을 맡고 있는 배우, 세계에서 가장 성공한 영업 사원, 솔로로서 영국 넘버 원 싱글을 기록한 유일한 남매(Daniel and Natasha Bedingfield) 등의 세계 기록들을 수록하고 있다. 많은 기록들 중 가장 어린 나이에 무언가를 세계 최초로 성취한 사람의 기록이 등재되어 있는데, 가장 어린 나이에 세계 모든 국가를 방문한 사람(Maurizio Giuliano) 등이 있다.

## 기록들

### 대한민국의 기네스 기록

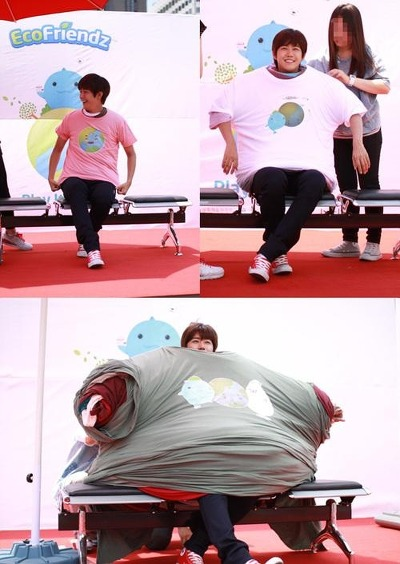
황광희 기네스 기록

- 가수 신승훈은 보이지 않는 사랑으로 SBS 인기가요에서 14주 연속 1위를 기록해 기네스북에 등재되었다.
- 가수 김건모는 잘못된 만남 앨범을 280 만장 판매 돌파해 기네스에 등재되었다.
- 1993년 당시 문화방송(MBC)의 청소년 퀴즈 프로그램인 장학퀴즈는 국내 최장수 퀴즈 프로그램으로 기네스에 등재되었다.
- 연예인 강호동은 8시간 동안 쉬지 않고 가장 악수를 많이 한 사람으로 기네스 세계기록에 등재되었다.
- 제국의 아이들 멤버인 황광희는 티셔츠 252벌을 껴입은 사람으로 기록되었다.
- 안상규는 몸에 벌 8만 마리를 붙인 사람으로 기록되어 있다.
- 2009년 대한민국 공군이 창단한 스타크래프트 프로게임단 공군ACE가 세계 최초 군 프로게임단으로 등재되었다.
- 가수 하춘화는 단독으로 가장 많은 콘서트를 연 가수로 등재되었다.
- 롯데월드는 세계 최대의 실내 테마파크로 기록되었다.
- 정동진역은 세계에서 바다와 가장 가까운 기차역으로 기록되어 있다.
- 강원도 영월군은 세계에서 가장 긴 섶다리 제작과 2009년 동강축제에서 3톤에 달하는 옥수수를 한번에 쪄서 기네스 세계기록에 등재되었다.
- 2009년 6월 신세계백화점 센텀시티는 세계에서 가장 큰 백화점으로 등재되어 있다.
- 2013년 11월 이상화는 스피드 스케이팅 500m를 가장 빨리 달린 여자 선수로 등재되었다.
- 2016년 3월 방탄소년단은 지난 한 달 간 트위터에서 가장 많이 리트윗된 아티스트 1위로 선정되었다.[4]
- 2017년 11월 방탄소년단은 트위터 최다 활동 남성그룹 부문 기네스 세계기록 2018년판에 등재되었다.[5]
- 프로야구의 최정은 사구 288개를 맞아 세계에서 가장 사구를 많이 맞은 사람으로 기록되었다.
- KBS <전국노래자랑>에서 1988년부터 2022년까지[6], 국민 MC 송해가 사회를 맡았으며, 최고령 음악 프로그램 진행자 부문으로 기네스북을 등재하였다.
- 2023년 광화문 광장에서 약 10,000명이 태권도 태극 1장을 하여 기네스북에 올랐다.
- 그룹 신화는 해체나 멤버 변동 없이 활동한 국내 최장수 아이돌로 기네스북에 올랐다.
- 현대자동차 아이오닉 5가 해발 5,799m~해발 -3m까지 총 5,802m 고도 차이가 나는 4,9556km를 14일만에 완주해 기네스북의 ‘최고 고도차 주행 전기차 부문’ 기록을 경신했다.

### 세계의 기네스 기록
- '세계에서 가장 다리가 긴 여자'로 기네스 기록에 등재된 여성은 러시아의 스베틀라나 판크라토바(Svetlana Pankratova)로 다리길이가 무려 132cm에 달한다고 한다. 신장은 196cm이다.
- 중국의 허핑핑은 신장 74cm로 '세계에서 가장 키 작은 남자'등재되어 있다.
- '세계에서 가장 많은 승부차기'로 기록된 경기는 2005년 나미비안컵 결승으로, 48차례 승부차기로 기록되어 있다. 2016년 기준으로 체코 5부리그에서 52차례에 달하는 승부차기로 기네스 세계기록 등재를 노리고 있지만, 아마추어 경기라 기록이 등재될 지는 미지수이다.
- 이스탄불의 케르 일 마즈는 눈으로 우유를 2.7m까지 내뿜어 세계에서 눈으로 우유를 가장 멀리 분출하는 사람으로 등재되었다.
- 인도의 지오나 카나는 아내 38명, 자녀 94명, 며느리 15명, 손자 33명으로 세계에서 가장 많은 가족 구성원을 지닌 남자로 기네스 세계기록에 등재되었다.
- 일본의 탤런트이자 '창가의 토토' 저자인 구로야나기 테츠코 씨가 진행하는 TV아사히의 토크 프로그램인 '테츠코의 방(徹子の部屋)은 2015년 5월 27일에 단독 진행자가 진행하는 세계 최다 횟수 토크 프로그램으로 기네스 세계기록에 등재되었다.
- 그리고 일본의 아이돌 그룹인 AKB48은 세계 최다 인원 아이돌 그룹 가수로, AKB48이 등장하는 연애 시뮬레이션 게임 'AKB 1/149 연애총선거'는 팝가수가 가장 많이 출연하는 비디오 게임으로 기네스북에 올랐다.
- 세계에서 가장 많은 스턴트 연기로 기네스 기록에 등재된 인물은 성룡으로 스턴트 기록이 200회 이상이다.
- 피코타로는 PPAP로 빌보드 차트 역사상 100위권에 진입한 곡중에서 가장 짧은 곡으로 기네스북에 올랐다. 1분 미리듣기만으로 모든 파트를 들을 수 있을 정도로 짧다.
- 미국의 로버트 워들로는 키가 272cm로 세계에서 가장 키가 큰 사람(남자) 로 기네스북에 올랐다
- 페루의 리나 메디나는 5살 7개월에 헤라르도 메디나를 낳아 세계 최연소 어머니로 기네스북에 올랐다.

### 윤리문제와 안전문제
대한민국의 우범곤은 과거에 단시간에 가장 많은 사람을 죽인 살인범으로 기네스에 등재되어 있었지만, 기네스에서는 기록 경신을 위한 범죄(살인, 동물학대 등)가 우려되는 항목을 기록에서 제외하기로 했다. 그 외에도 먹이를 과도하게 주어 '세계에서 가장 무거운 물고기'를 만든 기록, 칼을 삼키는 기행 등이 기네스 세계기록에서 제외되었다.

## TV시리즈
기네스 세계기록은 전세계에 방영되고 있다.
| 나라/지역      | 제목                                              | 방송사        | 연도      | 진행자                                                                        |
| -------------- | ------------------------------------------------- | ------------- | --------- | ----------------------------------------------------------------------------- |
| 오스트레일리아 | Australia's Guinness World Records                | Seven Network | 2005      | Grant Denyer Shelley Craft                                                    |
| 오스트레일리아 | Australia's Smashes Guinness World Records        | AXN           | 2005      | Grant Denyer                                                                  |
| 중국           | The Night of Guinness in China (CCTV)             | CCTV          |           |                                                                               |
| 인도           | Guinness World Records Ab India Todega            | Colors TV     | 2011-     | Preity Zinta Shabbir Ahluwalia                                                |
| 이탈리아       | Lo show dei record                                | Canale 5      | 2006-     | Barbara d'Urso (1, 3-4) Paola Perego (5) Gerry Scotti (2,6) Teo Mammucari (7) |
| 뉴질랜드       | NZ Smashes Guinness World Records                 | TV2           | 2009      | Marc Ellis                                                                    |
| 필리핀         | Guinness Book of World Records Philippine Edition | Ph-ABC        |           |                                                                               |
| 폴란드         | Światowe Rekordy Guinnessa                        | Polast        | 2005      |                                                                               |
| 포르투갈       | Guinness World Records Portugal                   | SIC           |           |                                                                               |
| 스페인         | El show de los récords                            | Antena 3      | 2001-2002 | Mar Saura Manu Carreño Mónica Martínez                                        |
| 스페인         | Guinness World Records                            | Telecinco     | 2009-     |                                                                               |
| 스웨덴         | Guinness rekord-TV                                | TV3           | 1999-2000 |                                                                               |
| 영국           | Record Breakers                                   | BBC TV        | 1972-2001 | Ross McWhirter Roy Castle Norris McWhirters                                   |
| 영국           | Guinness World Records UK                         |               |           |                                                                               |
| 영국           | Ultimate Guinness World Records                   | Kix!          | 1999-2012 |                                                                               |
| 영국           | Guinness World Records Smashed                    | Sky1          | 2008-2009 | Steve Jones Konnie Huq                                                        |
| 영국           | Officially Amazing                                | CBBC          | 2013-     | Ben Shires                                                                    |
| 미국           | The Guinness Game                                 | Syndicated    | 1979-1980 | Bob Hilton Don Galloway                                                       |
| 미국           | Guinness World Records Primetime                  | FOX           | 1998-2001 | Cris Collinsworth Mark Thompson                                               |
| 미국           | Guinness World Records Unleashed / Gone Wild      | truTV         | 2013-2014 | Dan Cortese                                                                   |

## 기네스북의 소유권 변천사
- 1955년에 '기네스(Guinness Brewery) 양조회사에 소유권이 있던 기네스북은 1997년에 영국의 그랜드메트와 합병하여 '디아지오'란 회사로 출범하였다.
- 2001년에 디아지오는 영국의 미디어업체인 '굴레인 엔터테인먼트사'에 기네스북을 매각하여 기네스북은 굴레인 엔터테인먼트사의 소유가 된다.
- 2002년에 굴레인 엔터테인먼트사는 'HIT Entertainment'에 기네스북을 매각하여 기네스북은 'HIT Entertainment'에서 발행되고 있다.
- 결국 2008년에 Jim pattison's group가 되어 지금까지 이어오고 있다.

## 박물관

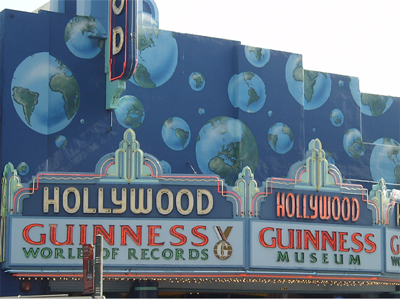
할리우드에 있는 기네스 박물관

최근 기네스 사는 여러 작은 박물관에 대해 기네스북 전시에 대한 프랜차이징 권리를 내주었다. 대개 이러한 박물관들은 관광객들이 많이 찾는 도시에 위치한다: 도쿄, 서퍼스 파라다이스, 코펜하겐, 샌프란시스코, 샌안토니오, 나이아가라 폭포 (온타리오주), 할리우드, 아틀랜틱 시티, 미르틀 비치, 개틀린버그 (테네시주)와 같은 도시에 박물관들이 소재한다. 박물관에는 간혹 세계에서 가장 키가 큰 사람과 작은 사람을 본뜬 조각상이라든지, 세계 기록에 대한 비디오 등이 전시되기는 하지만, 대개는 세계 기록에 대한 단순한 사진과 설명문만이 전시된다.

## 기네스 세계 기록-게이머 에디션
《기네스 세계 기록-게이머 에디션》(Guinness World Records-Gamer's edition)은 2008년 Twin Galaxies와 제휴하여 《기네스 세계기록》 중에서 비디오 게임에 관련된 항목들을 따로 추려 출간한 책이다. 게이머 에디션은 258페이지로, 1236편에 달하는 비디오 게임이 세계기록에 등재되었으며 Twin Galaxies 창립자인 Walter Day와의 인터뷰가 수록되어있다. 현재는 영어 판만 판매되고 있다.

### 기록들
- 최장수 상용 그래픽 MMORPG - 바람의 나라
- 가장 잘 팔린 비디오 게임 시리즈 - 슈퍼 마리오
- 가장 이름이 긴 게임 - AaaaaAAaaaAAAaaAAAAaAAAAA!!! – A Reckless Disregard for Gravity(2012)
- 게임 내 가장 많은 혼인커플 탄생 - 리프트 온라인(2만 1789쌍, 2012)
- 킥스타터 최다 모금 비디오 게임 - 쉔무3(2015)
- 후속작이 나오는 데 가장 오랜 시간이 걸린 게임 - 카게의 전설2(2008, 22년)
- 모바일 게임 '파라다이스 베이' 출시를 기념해 제작된 길이 20m, 폭9.5m의 해먹이 세계에서 가장 큰 해먹 기록을 차지했다.

## 다른 미디어

### 비디오 게임
Guinness World Records : The Video Game은 TT Fusion에서 개발하였으며 2008년 11월 닌텐도 DS, Wii, iOS 버전으로 발매되었다.

### 영화
2012년 워너 브라더스(Warner Bros.)는 기네스 세계기록의 영화 촬영계획을 발표했다. 워너 브라더스는 다니엘 천을 시나리오 작가로 하여 기록 보유자들의 업적을 내레이션 형식으로 풀어갈 계획이라고 언급했다.

## 참조

### 내용주
1. ↑  영어: Guinness World Records, 문화어: 기니스 세계 기록
2. ↑  영어: The Guinness Book of Records